# Ronce pubescente
Rubus pubescens
Espèce
La ronce pubescente, catherinette ou catherinettes (Rubus pubescens) est une espèce de plantes à fleurs de la famille des Rosaceae. C'est une plante vivace herbacée qui pousse dans l'Est de l'Amérique du Nord.

## Remarque
Rubus pubescens Raf. ne doit pas être confondu avec Rubus pubescens Weihe ex Boenn., nom illégitime synonyme de Rubus  chloocladus  W.C.R.Watson

## Utilisation
Les fruits sont sucrés et juteux et peuvent être mangés nature, mais ils peuvent également être utilisés dans les confitures, les gelées et dans la plupart des recettes à base de framboises rouges.
Les feuilles sont également comestibles et aromatiques.